# Onychembolus
Onychembolus és un gènere d'aranyes araneomorfes de la subfamília Erigoninae, dins de la família Linyphiidae. Es pot trobar a Sud-amèrica.
Fou descrit per primera vegada per  Alfred Frank Millidge l'any 1985.

## Llista d'espècies
Segons The World Spider Catalog 12.0:
- Onychembolus anceps Millidge, 1991 – Xile
- Onychembolus subalpinus Millidge, 1985 (Espècie tipus) – Xile, Argentina